# 中野郁海
中野郁海（日语：中野 郁海，2000年8月20日—）是日本偶像藝人，為女子偶像團體AKB48 Team 8前成員（鳥取縣代表）、同時兼任團內分隊Team K成員。所屬經紀公司為AKS。

## 經歷
2014年
- 4月3日、作為AKB48 Team8成員初披露。
- 6月7日、AKB48第37張單曲選拔總選舉，圈外。
- 8月5日、Team8「PARTYが始まるよ」公演，劇場公演出道。
- 8月8日、AKB48 Group 第5回猜拳大会，AKB48 Team8 預備戰，B-block，1回戦，负于横道侑里，敗退。
- 8月18日、在「ネ申TV」的合宿企划里脱穎而出，作为Team8 Center出演AKB48東京巨蛋演唱會。
- 9月17日、在日本武道館舉行第5回猜拳大会，终演後作为惊喜发表，公布將于11月26日发售的AKB48 38th「希望的リフレイン」单曲选拔成员名单。中野郁海初次单曲选拔入选（也是Team8成员中第一个）。
- 10月13日、被任命为「鸟取故乡大使」，出席「高知×鸟取　漫画王国会议2014 in Akiba」，表示「希望高知、鸟取、岩手是漫画王国能在全国广为知名」。

2015年
- 3月26日、埼玉SuperArena「AKB48春の単獨コンサート～ジキソー未だ修行中!～」，入選Team8選拔Unit，成員包括：坂口渚沙（北海道）、橫山結衣（青森）、谷川聖（秋田）、佐藤七海（岩手）、本田仁美（栃木）、橫道侑里（靜岡）、永野芹佳（大阪）、山田菜菜美（兵庫）、中野郁海（鳥取）、倉野尾成美（熊本）。宣布人事异动，中野郁海自Team8兼任TeamK（48Group首次同一团内复数队伍兼任）。
- 6月6日、AKB48第41張單曲選拔總選舉，圈外。

2016年
- 6月18日、AKB48第45張單曲選拔總選舉，圈外。

2017年
- 6月17日、AKB48第49張單曲選拔總選舉，圈外，在10月8日的演唱会上宣布的总选举第81-100名中，中野获得第85名。

2018年
- AKB48第53張單曲選拔總選舉，圈外。獲得第106名。
- 參加與日本合作的南韓Mnet生存選拔實境節目《PRODUCE 48》，最終名次為第59名。

## 簡介
- Catch Phrase：「鸟取県から来ました。みんなのところに会いに（いっくみーん!） あなたのハートをキャッチだっちゃ。」
- 昵称：いくみん，刚加入时也用「いっくぅ」
- 興趣是舞蹈、演剧（演各种各样的角色）。
- 兜風的話，想去：鸟取砂丘。
- 喜歡的先輩是松井珠理奈、渡邊美優紀。

## 參與歌曲

### AKB48單曲CD
|      | 發行 日期      | 單曲名稱        | 參與歌曲名稱     | 分隊名義        | 收錄 版本 | MV | 備註                     |
| ---- | -------------- | --------------- | ---------------- | --------------- | --------- | -- | ------------------------ |
| 37th | 2014年8月27日  | 心意告示牌      | 去47個美麗城市   | Team8           | 劇場盤    | ★  | center                   |
| 38th | 2014年11月26日 | 希望無限        | 希望無限         |                 | 全版本    | ★  | A面曲 首次進入選拔       |
| 38th | 2014年11月26日 | 希望無限        | 制服的翅膀       | Team8           | Type-D    | ★  | center                   |
| 39th | 2015年3月4日   | Green Flash     | 從打招呼開始     | Team8           | Type-H    | ★  |                          |
| 40th | 2015年5月20日  | 我們不戰鬥      | 我們不戰鬥       |                 | 全版本    |    | A面曲                    |
| 40th | 2015年5月20日  | 我們不戰鬥      | Summer side      | Selection 16    | 除Type-D  | ★  |                          |
| 40th | 2015年5月20日  | 我們不戰鬥      | 污穢的真相       | Team 8選拔      | Type-C    | ★  | 与坂口渚沙共同担任center |
| 42nd | 2015年12月9日  | 紅唇Be My Baby  | 姊姊的自言自語   | Team K          | Type-B    | ★  |                          |
| 42nd | 2015年12月9日  | 紅唇Be My Baby  | 搗蛋鬼小蝗蟲     | Team 8          | Type-C    | ★  | center                   |
| 44th | 2016年6月1日   | 不需要翅膀      | 哀愁小號手       | Team K          | Type-C    | ★  |                          |
| 44th | 2016年6月1日   | 不需要翅膀      | 通往夢想的路     | Team 8          | Type-C    | ★  |                          |
| 46th | 2016年11月16日 | High Tension    | 思春期的腎上腺素 | Team 8 WEST     | Type-D    | ★  |                          |
| 50th | 2017年11月22日 | 11月的腳鏈      | 熱愛人生！       | Team 8          | Type-B    | ★  |                          |
| 50th | 2017年11月22日 | 11月的腳鏈      | 野蠻的求愛       | 舞蹈選拔        | Type-D    | ★  |                          |
| 52nd | 2018年5月30日  | Teacher Teacher | 末班電車之夜     | Team K          | Type-B    | ★  |                          |
| 54th | 2018年11月28日 | NO WAY MAN      | 堵住耳朵!        | Team Nice fight | 劇場盤    |    | center                   |

- 標註有「★」符號者表示該首歌曲有拍攝對應的MV，且中野郁海也參與了影片拍攝。

### AKB48專輯CD
|     | 發行 日期      | 專輯名稱                     | 參與歌曲名稱   | 分組名義 | 備註 |
| --- | -------------- | ---------------------------- | -------------- | -------- | ---- |
| 6th | 2015年 1月21日 | 這裡是羅德斯島、在這裡跳吧！ | 笨手笨腳的支持 | Team8    |      |
| 6th | 2015年 1月21日 | 這裡是羅德斯島、在這裡跳吧！ | Birth          |          |      |

## 劇場公演分組曲
| 公演名稱                            | 參與歌曲名稱 | 備註 |
| ----------------------------------- | ------------ | ---- |
| Team 8 1st Stage「PARTY開始了」公演 | 裙摆飘飘     |      |
| Team 8 1st Stage「PARTY開始了」公演 | 星之温度     |      |

## 其他作品

### 綜藝節目
- 《AKB48 SHOW!》（NHK）：不定期參與。
- 《AKB48神TV》（AKB48ネ申テレビ） ：不定期參與。
- 《AKBINGO!》（日本電視台）：不定期參與。